# Werrikimbe-Nationalpark
Der Werrikimbe-Nationalpark ist ein Nationalpark im Nordosten des australischen Bundesstaates New South Wales, 486 km nördlich von Sydney. Er liegt auf halbem Wege zwischen Port Macquarie und Walcha an den Osthängen der Great Dividing Range.
Der Park gehört zur Hastings-Macleay-Gruppe des Weltnaturerbes der Gondwana-Regenwälder Australiens. Im Südwesten schließt der Cottan-Bimbang-Nationalpark an, im Nordosten der Willi-Willi-Nationalpark und im Nordwesten der Oxley-Wild-Rivers-Nationalpark.

## Übersicht
Der Werrikimbe-Nationalpark ist für seine reiche Pflanzen- und Tierwelt, seine Regenwälder, seine sehenswerten, wilden Flüsse und die dort gebotenen Möglichkeiten von Freizeitaktivitäten in einem entlegenen Gebiet bekannt. In diesem Park findet man auch ein Steingebilde der Aborigines, bestehend aus zwei Ringen, den Bora-Ringen, in denen man Initiationsriten durchführte.
Alle Zufahrtsstraßen zum Park sind unbefestigt, kurvig und teilweise steil. Sie sind für Wohnmobile ungeeignet. Jenseits der Mooraback Road gibt es eine Fahrspur für allradgetriebene Fahrzeuge zum Besucherzentrum bei der Youdales Hut. Hierfür muss man einen Schlüssel für ein Tor entweder von der Nationalparkverwaltung oder von der Fa. Apsley Motors in Walcha holen. Es gibt fünf Besucherbereiche mit einfachen Einrichtungen – drei im Ostteil in der Nähe der Felsabbrüche und zwei im Westteil auf dem Plateau.
Zeltplätze gibt es:
- am Brushy Mountain (20 Stellplätze) am Nordwestrand des Parks. Der Platz ist geeignet für Autos mit Wohnanhänger (nicht für Wohnmobile). Es gibt Toiletten, eine Versorgungsstation, Picknicktische und einen holzbefeuerten Grillplatz
- in Mooraback (5 Stellplätze) am Nordwestrand des Parks. Es gibt Toiletten, Picknicktische und einen holzbefeuerten Grillplatz
- am Plateau Beach (5 Stellplätze) auf der Ostseite des Parks. Für Leute, die einen weiten Weg vom Auto zum Wohnanhänger oder Zelt scheuen. Es gibt Trockentoiletten, eine Versorgungsstation, Picknicktische und einen holzbefeuerten Grillplatz

Der Bicentennial National Trail (Wanderweg zum Gedenken an das 200-jährige Bestehen der australischen Kolonien) für am Westrand der Werrikimbe Wilderness entlang zu den Quellen des Hastings River und zum Kunderang Brook. Pferde und Kraftfahrzeuge sind in diesem Schutzgebiet nicht erlaubt.

## Geschichte
Das Gebiet um Mooraback war eines der frühesten Siedlungsgebiete im Falls Country östlich von Walcha. Bereits in den 1850er-Jahren bewirtschafteten die ersten Siedler Weideflächen dort. Ihre Namen tauchen noch in verschiedenen Flurbezeichnungen im Park auf: Bishops Swamp, Cleghorns Creek oder Careys Trail.
In den 1950er-Jahren baute man Manganerz in einem Gebiet ab, das heute zum Nationalpark gehört.
Im Sommer 2019 richteten Buschfeuer Schäden im Nationalpark an.

## Flora
Es gibt eine große Zahl an Vegetationszonen hier, abhängig von der Niederschlagshäufigkeit und der Höhenlage: lichter Eukalyptuswald mit Coachwood (Ceratopetalum apetalum), Sassafras (Atherosperma), Dendrocniden, langblättrigen Wachsblumen (Philoteca myoporoides) und Yellow-Carabeen-Bäumen (Sloanea woollsii) mit ihren stützpfeilerartigen Stämmen. Auch gibt es bedrohte Pflanzen, wie die Vogelorchidee (Chiloglottis anaticeps), Fairy Lantern (Thismia rodway) und Pygmäenzypressen (Callitris oblonga, subsp. parva). In diesen Wäldern findet man auch die einzigen Exemplare von Filmy King Fern (Farn, Leptopteris fraseri) im gesamten nördlichen New South Wales. Der Wald mit Antarktischen Buchen (Nothofagus moorei) am Ende der North Plateau Road soll über 1000 Jahre alt sein und stellt den größten zusammenhängenden Buchenwald in Australien dar. Die bedrohte Pygmäenzypresse kommt im nördlichen New South Wales nur am Ostrand des Tafellandes von New England im Werrikimbe-Nationalpark vor.

## Fauna
Im Werrikimbe-Nationalpark leben mindestens 22 bedrohte Tierarten, wie z. B. der empfindliche Rostdickichtvogel (Atrichornis rufescens). Die seltene, einheimische Hastings-River-Maus (Pseudomys oralis) galt bereits als ausgestorben, bis sie 1981 im Werrikimbe-Nationalpark wiederentdeckt wurde. Diese Maus lebt im Heideland und in lichten Wäldern an Wasserläufen. Man kann auch das Buschhuhn, den Koala, den Schwarzschopfflöter (Psophodes olivaceus), den Riesenkauz (Ninox strenua), den Gleitbeutler (Petaurus), den Beutelmarder (Dasyurus) und den Leierschwanz (Menura) im Park beobachten.